# Ратцерт
Ратцерт (нем. Ratzert) — община в Германии, в земле Рейнланд-Пфальц. 
Входит в состав района Нойвид. Подчиняется управлению Пудербах.  Население составляет 231 человек (на 31 декабря 2010 года). Занимает площадь 2,78 км².